# Tadeusz Ruebenbauer
Tadeusz Ruebenbauer (ur. 12 stycznia 1909 w Bochni, zm. 2 maja 1991 w Krakowie) – polski profesor nauk rolniczych w zakresie genetyki i hodowli roślin, członek korespondent (od 1962), członek rzeczywisty (od 1969) PAN, członek PAU.

## Życiorys
Tadeusz Ruebenbauer urodził się w rodzinie prawnika Adama i Barbary z Grzesickich (1871–1954). Studia wyższe ukończył na Wydziale Rolniczym Uniwersytetu Jagiellońskiego w Krakowie w 1931, uzyskując tytuł zawodowy inżyniera magistra rolnictwa w zakresie hodowli roślin. Stopień naukowy doktora filozofii otrzymał na tej samej Uczelni w 1938 na podstawie rozprawy doktorskiej Zależności korelacyjne między wynikami badań laboratoryjnych gleb a wynikami doświadczeń polowych.
W okresie okupacji hitlerowskiej był wykładowcą na tajnym Wydziale Rolniczym Uniwersytetu Jagiellońskiego. W 1945 habilitował się na podstawie rozprawy Opracowanie wyników doświadczeń odmianowych z pszenicą ozimą wykonanych w latach 1922–1936, a w 1946 uzyskał tytuł i stanowisko profesora nadzwyczajnego na Wydziale Rolniczym Uniwersytetu i Politechniki we Wrocławiu. We Wrocławiu był organizatorem Katedry Hodowli Roślin i Nasiennictwa. W 1956 profesor Ruebenbauer już jako profesor zwyczajny został służbowo przeniesiony do Katedry Szczegółowej Uprawy Roślin WSR w Krakowie. W latach 1962–1971 był rektorem Wyższej Szkoły Rolniczej w Krakowie.

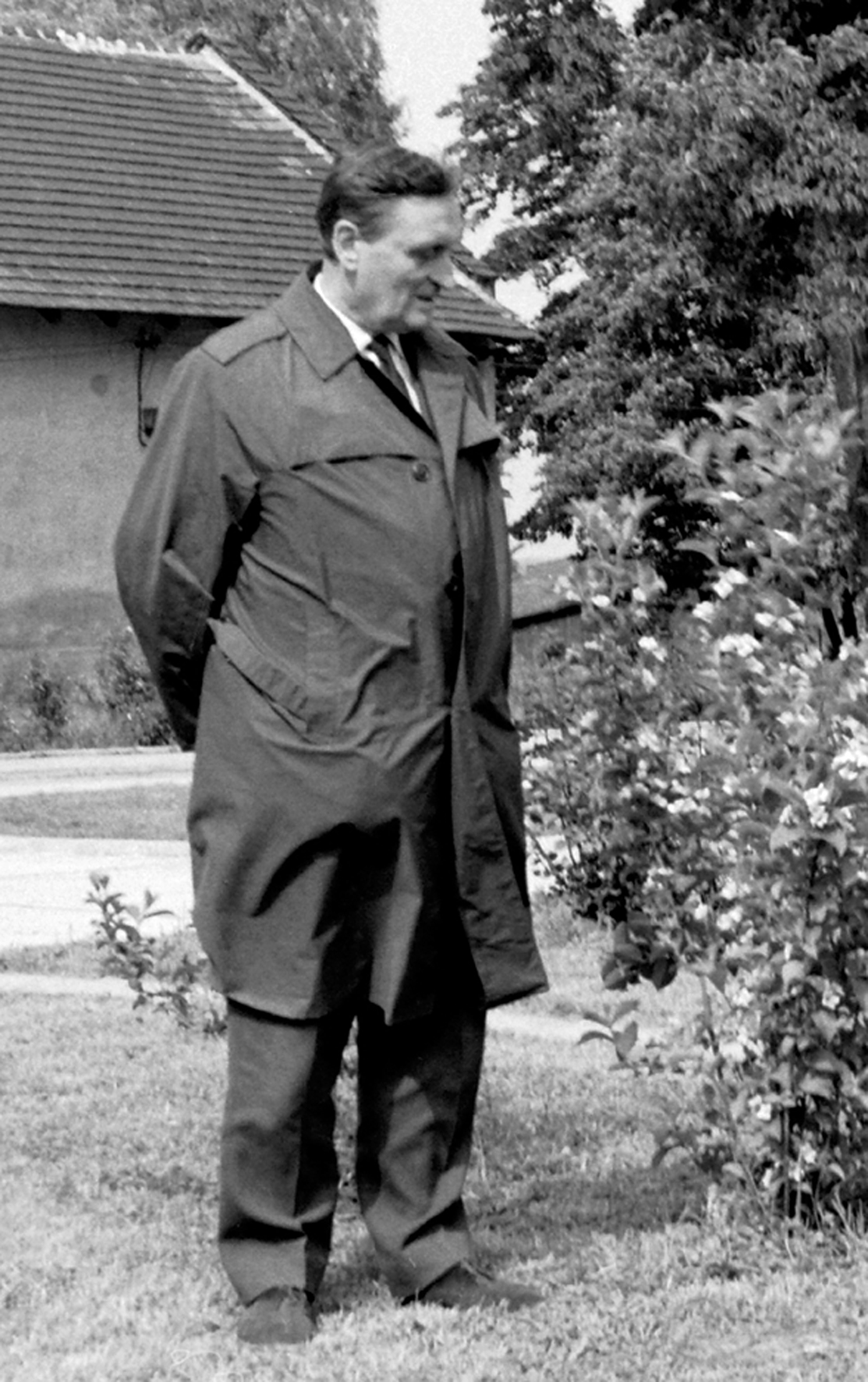
Tadeusz Ruebenbauer w Instytucie Hodowli i Aklimatyzacji Roślin w Borku Fałęckim (czerwiec 1969)

W 1980 został uhonorowany tytułem doktora honoris causa przez Akademię Rolniczą we Wrocławiu (dziś Uniwersytet Przyrodniczy). W 1988 otrzymał tytuł doktora honoris causa Uniwersytetu Rolniczego w Krakowie.
Odznaczony m.in. Krzyżem Kawalerskim, Oficerskim, Komandorskim i Komandorskim z Gwiazdą Orderu Odrodzenia Polski.
Wypromował 34 doktorów, z których 20 uzyskały tytuł naukowy profesora lub stanowisko docenta.
Pochowany na cmentarzu Rakowickim w Krakowie (kw. IX, płd.).

## Wybrane publikacje
Profesor Tadeusz Ruebenbauer opublikował 184 prace naukowe z zakresu doświadczalnictwa rolniczego, genetyki i hodowli roślin w krajowych i zagranicznych czasopismach naukowych. Jest także autorem lub współautorem i redaktorem monografii i podręczników.
- Hodowla roślin, jej przeszłość i perspektywy. Ossolineum „Nauka dla Wszystkich” Kraków 1980, 320, 19 ss. ISBN 83-040-0177-2
- Rolnictwo w walce z głodem. Ossolineum „Nauka  dla  wszystkich” Kraków 1984, 379, 39 ss. ISBN 83-040-1883-7
- Hodowla odpornościowa w walce z chorobami i szkodnikami roślin. Ossolineum „Nauka dla Wszystkich” Kraków 1992, 144, 29 ss. ISBN 83-040-3959-1
- Ogólna hodowla roślin. PWN Warszawa 1985 (wsp. H. W.  Miller), 393 ss.
- Perspektywy rozwoju rolnictwa w XXI wieku. Wyd. PAN Kraków 1997, 81 ss. ISBN 83-867-2634-2 (wsp. H. Ruebenbauer, H. Konarski)